# Physotrichia gorungosensis
Physotrichia gorungosensis är en flockblommig växtart som beskrevs av Adolf Engler. Physotrichia gorungosensis ingår i släktet Physotrichia och familjen flockblommiga växter. Inga underarter finns listade i Catalogue of Life.